# Zhořský potok (přítok Šlapanky)
Zhořský potok je pravostranný přítok říčky Šlapanky v okrese Jihlava v Kraji Vysočina. Délka jeho toku činí 9,1 km. Plocha povodí měří 19,0 km².

## Průběh toku
Potok pramení na severním úbočí vrchu Skalek (626 m), severozápadně od Nadějova, v nadmořské výšce okolo 610 m. Po celé své délce teče převážně severozápadním směrem. U obce Zhoř přijímá zprava Chmelský potok, v jehož povodí se nachází řada menších rybníků. Po dalších zhruba třech kilometrech od soutoku s Chmelským potokem protéká Zhořský potok obcí Dobroutov, nad níž vzdouvá jeho hladinu Vodní nádrž Dobroutov, která má chránit obec před povodněmi. V samotné obci potok napájí další dva rybníky, z nichž ten větší se nazývá Návesní rybník. Zhruba kilometr pod Dobroutovem posiluje jeho tok zleva Lipinský potok. Po dalších dvou kilometrech se potok na okraji Polné vlévá do rybníka Peklo, který napájí spolu s říčkou Šlapankou.

### Větší přítoky
- Chmelský potok, zprava, ř. km 6,7[1]
- Lipinský potok, zleva, ř. km 2,0[4]